# Spongosorites smithae
Spongosorites smithae är en svampdjursart som beskrevs av Desqueyroux-Faúndez och van Soest 1997. Spongosorites smithae ingår i släktet Spongosorites och familjen Halichondriidae. Inga underarter finns listade i Catalogue of Life.